# 357 av. J.-C.
Cette page concerne l'année 357 av. J.-C. du calendrier julien proleptique.

## Événements
- 29 février : éclipse solaire vue à Syracuse[1].
- 16 mars (15 mars du calendrier romain) : début à Rome du consulat de Cnaeus Manlius Capitolinus Imperiosus (II) et Caius Marcius Rutilus. Manlius attaque les Étrusques de Tarquinia et les Falisques. Marcius mène la guerre contre Privernum et célèbre son triomphe le 1er juin. Siège de Sutri (fin en 354 av. J.-C.). Lex Manilia passé dans le camp devant Sutri : taxation des affranchissements à 5 % de la valeur de l’esclave. Loi de Dullius et Menenius limitant les taux d'intérêt à 1 %. L’ex-tribun de la plèbe Caius Licinius Stolon est condamné à une amende pour la possession de 1 000 arpents de terres avec son fils, qu’il avait fait émanciper pour échapper aux termes de sa propre loi[2].

- Printemps : 
  - Les Eubéens se détachent de Thèbes pour entrer dans l’alliance athénienne[3].
  - Expédition athénienne en Chersonèse de Thrace menée par le stratège athénien Charès avec le contingent des mercenaires de l’Eubéen Charidème[4]. Un traité est conclu entre Athènes et les rois des Odryses Kersobleptès, Amadocos et Bérisadès imposant aux cités de Chersonèse sous le contrôle d'Athènes et du royaume thrace de payer le tribut ancestral[5].

- Été : après avoir conclu un pacte secret avec Athènes, Philippe II de Macédoine conquiert Amphipolis, qui contrôle les mines d’or du Pangée puis assiège Pydna (automne). Il ne restitue pas Amphipolis aux Athéniens comme convenu, mais s’allie à Olynthe et aux Chalcidiens (hiver 357-356 av. J.-C.), puis reprend la guerre contre Athènes[6],[7].
- 29 août : éclipse lunaire observée à Zante[1].
- Septembre : chute de Denys le Jeune à Syracuse et accès au pouvoir de son oncle maternel Dion de Syracuse[8].
  - Expédition de Dion contre Denys II : au printemps, Dion rassemble 800 mercenaires à Zante. Il évite le canal d'Otrante, où l’attend la flotte de Philistos, et prend la haute mer. Fin août, il débarque à Héracleia Minoa, sur la côte méridionale de la Sicile, en territoire punique. Après une marche triomphale à travers la Sicile, Dion est accueilli à Syracuse en libérateur. La forteresse d’Ortygie reste aux mains de Denys. Mais l’arrogance de Dion le rend vite impopulaire parmi les Syracusains. Il se heurte à son ancien compagnon, Hérakleidès, qui a de plus en plus la faveur du peuple. Ortygie tombe aux mains de Dion, qui s’y installe. Il fait assassiner Hérakleidès, et on le soupçonne de vouloir à son tour exercer la tyrannie. En juin 354, Dion est assassiné par l’un de ses compagnons, l’Athénien Callipe, qui devient tyran. Puis en juillet 353, Callippos est renversé par les fils de Denys l’Ancien et d’Aristomachè (de), Hipparinos (de) et Nysaeos (de) qui exercent la tyrannie jusqu’à ce que Denys le Jeune reprenne le pouvoir en 346 av. J.-C..
  - Pendant ces événements, des chefs de mercenaires s’emparent de la tyrannie dans diverses cités de Sicile (Hippon à Messine, le Campanien Mamercos à Catane, etc.). En Italie du Sud, selon Strabon, les Brettiens, peuple de bergers auparavant soumis aux Lucaniens acquièrent leur indépendance[9]. Les Lucaniens, expulsés de Calabre par les Brettiens, accentuent leur pression sur les cités grecques de la Basilicate. Les Messapes et les Iapyges passent eux aussi à l’offensive contre Tarente.
- Automne : 
  - Philippe II de Macédoine épouse Olympias, fille du roi des Molosses (dynastie éacide)[10].
  - Réunion du Conseil amphictionique à Delphes. À la suite de l'assassinat d’Alexandre de Phères (358 av. J.-C.), tous les Thessaliens, en paix, tombent dans la sphère d’influence de Thèbes, ce qui donne aux Béotiens la majorité absolue. Ils font condamner Sparte (pour la prise de la Cadmée) et les Phocidiens à d’énormes amendes (500 talents), qui, non payées, seront doublées au printemps suivant[3].
  - Début de la guerre des alliés ou guerre sociale : révolte des principaux alliés d’Athènes, Byzance, Rhodes, Cos et Chios. Ils obtiennent l’aide du satrape de Carie Mausole qui leur envoie cent navires. Un coup de main du stratège Chabrias contre le port de Chios échoue. Chabrias y trouve la mort[11]. Les alliés ravagent les clérouquies athéniennes d’Imbros, de Lemnos et de Samos.

- Loi de Périandre à Athènes, élargissant le système de la triérarchie (impôt payé par les 1200 citoyens les plus riches pour équiper la flotte) par le système des symmories[12].

## Décès
- Chabrias, stratège athénien.
- Timothée de Milet.